# Binaire à enveloppe commune

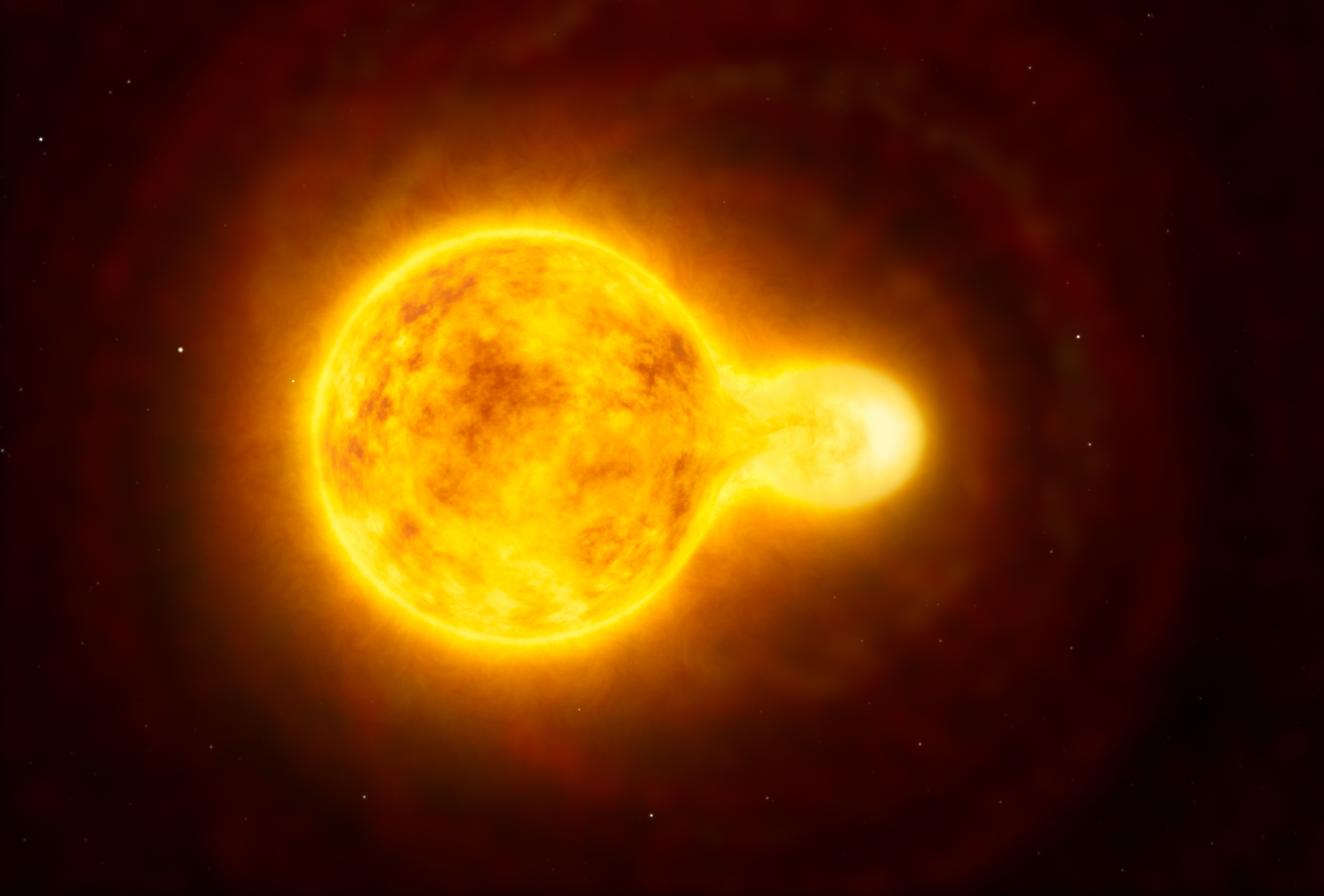
Vue d'artiste de HR 5171 A, une étoile binaire en phase d'enveloppe commune, surnommée létoile-cacahuète.

Une binaire à enveloppe commune (en anglais : common envelope binary) est une étoile binaire dont les deux composantes sont immergées dans une enveloppe circumstellaire de gaz qui leur est commune. Tout système binaire serré (close binary) dont une des composantes est une naine blanche, une étoile à neutrons ou un trou noir stellaire, est passé par la phase d'enveloppe commune et forme une binaire postérieure à la phase d'enveloppe commune (post-common envelope binary). C'est le cas des variables cataclysmiques contenant une naine blanche et d'objets plus exotiques tels que les binaires X contenant une étoile à neutrons ou un trou noir stellaire présumé. Ce pourrait être également le cas des variables de type FK Comae Berenices. La phase d'enveloppe commune débute lorsqu'une des étoiles du système binaire devient une géante rouge et remplit son lobe de Roche. Un transfert de masse quitte le cœur de la géante rouge et plonge son compagnon stellaire, relativement moins dense, au sein d'une enveloppe commune. Les cœurs forment alors une spirale l'un vers l'autre. Le moment angulaire et l'énergie qu'ils perdent sont transférés à l'enveloppe qui, en réponse, surgyre et éjecte de la masse. La phase d'enveloppe commune s'achève quand celle-ci disparaît, laissant apparaître un objet compact.

## Enveloppe commune et binaire à contact
Les binaires à enveloppe commune sont souvent confondues avec les binaires à contact. Elles en diffèrent cependant. En effet, dans le cas d'une binaire à contact, les deux composantes remplissent leurs lobes de Roche respectifs.

## Historique
La formation de binaires à enveloppe commune a été discutée, dès 1974, par Warren M. Sparks et Theodore Stecher, Refsdal et al. et Chau et al..
En 2020 les baisses de luminosité de WD 1856+534, une naine blanche appartenant à un système de trois étoiles, sont interprétées comme le transit d'une planète géante. Avec une masse pouvant atteindre 14 masses joviennes et une période orbitale d'environ 34 h, cette planète met en difficulté les modèles actuels d'évolution stellaire, et notamment ceux des binaires à enveloppe commune.